# 松郷 (川越市)
松郷（まつごう）は、埼玉県川越市の大字。郵便番号350-0857。

## 地理
川越市のほぼ中央部よりやや東に位置する。東部は大字伊佐沼、問屋町、大字古谷上にそれぞれ接する。南部は大字小仙波に接する。西部は国道254号・新河岸川を境に小仙波町、郭町にそれぞれ接する。北部は城下町（しろしたまち）、大字川越にそれぞれ接する。大字寺井の飛地は北東近隣にあるが接していない。西端の国道沿いに商店、西部に一部住宅地が見られる他は、水田地帯になっている。地内に杉森稲荷神社がある。

## 歴史
旧・入間郡松郷（村名）。

### 地名の由来
かつてこの地から仙波の辺りにかけて沼があり、その沼で取れるスズキが美味で、唐土（中国）松江の巨口細鱗にも劣らなかったことに由来するという説があり、同じ川越市内にある松江町の由来にもなっている。また、加須市大英寺に所蔵されている1556年（弘治2年）に北条家から出された文書等には既に「松郷」の名があり、むしろ松江の方が、郷と江の草書体が似ていることによる誤記ではないか、という説もある。

### 沿革
- 江戸時代は入間郡の村。なお、末尾に村をつけず「松郷」で村名を表した[4]。かつての郷域は現在の松郷の地域から川越城の南側を経て西は三光町・田町（東武東上線川越市駅付近）辺りにまで及んだ。郷内は上松郷、中松郷、下松郷に分かれ、うち上松郷は後に上松江町となって松郷から分離した。
- 1874年（明治7年） - 入間郡杉下村と合併[5]。
- 1889年（明治22年） - 町村制施行に伴い、川越城下17町・東明寺村・小久保村・脇田村・小仙波村・野田村と合併し、川越町が発足。同町の大字松郷となる。
- 1922年（大正11年） - 川越町が市制を施行し、川越市の大字となる。

### 旧町名
明治初年の松郷域内の旧町名では下記の通りである。中には現存のものも含む。(*)は『新編武蔵風土記稿』に小名として記載がある。
- 六軒町(*)
- 東六軒町
- 中原町(*)
- 瀬尾町(*)
- 連雀町
- 鉄砲町(*)

- 松江町
- 久保町(*)
- 琵琶町
- 関下町
- 上紅町
- 竪町

- 妙瀬町(*)
- 小屋町
- 葭町
- 下紅町
- 高儘町
- 赤田町(*)

- 大田切町
- 城下町
- 杉下町
- 通町

## 世帯数と人口
2017年（平成29年）10月1日現在の世帯数と人口は以下の通りである。
| 町丁 | 世帯数  | 人口  |
| ---- | ------- | ----- |
| 松郷 | 183世帯 | 528人 |

## 小・中学校の学区
市立小・中学校に通う場合、学区は以下の通りとなる。
| 番地 | 小学校                 | 中学校                 |
| ---- | ---------------------- | ---------------------- |
| 全域 | 川越市立川越第一小学校 | 川越市立川越第一中学校 |

## 交通

### 鉄道
地内に鉄道駅はなく、最も近い駅は西武新宿線本川越駅になる。

### 道路
- 国道254号

## 施設
- 川越青年会議所JC会館
- 埼玉県立川越高等学校第2グランド
- 風の子保育園
- 風の子第二保育園
- 杉森稲荷神社
- 松郷第二公園